# Вогюэ, Эжен Мельхиор де
Эже́н-Мельхио́р (или Мелькиор) —  виконт де Вогюэ́ (фр. Eugène-Melchior vicomte de Vogüé, 24 февраля 1848, Ницца — 24 марта 1910, Париж) — французский дипломат, писатель-путешественник, археолог, меценат и литературный критик, историк литературы, член Французской академии.

## Биография и творчество
Родился 24 февраля 1848 года в Ницце. Дворянская линия Вогюэ́, из которой происходил его отец, Жозеф Виктуар Рафаэль, владела в коммуне Сен-Клер близ Анноне замком Гурдан, где Эжен-Мельхиор де Вогюэ провёл свое детство. Мать, Кристина Генриетта Андерсон, принадлежала к шотландской семье, тесно связанной с первым генерал-губернатором Индии, отсюда и имена, которые Уоррен Гастингс приписывает деду, а гораздо позже двоюродному брату Эжена-Мельхиора, будущего британского генерала.
Затем жил в Отейле (1860—1864), в 1864—1865 годах — в Уллене. После продажи замка поселился в Париже. Добровольцем участвовал во Франко-прусской войне, вместе с младшим братом Анри Сен-Сириеном. Оба брата ранены. Тяжело раненный 1 сентября 1870 года младший брат, не выжил и умер 28 января 1871 года. Старший же, взятый в плен, вернулся из Германии 11 марта 1871 года, и после окончания войны поступил на дипломатическую службу в Третьей республике. В разное время был атташе посольства в Османской империи, в Египте, а затем секретарём посольства в Санкт-Петербурге. В Россию он прибыл 10 января 1877 года; служил под началом двух сменявших друг друга послов, генералов Ле Фло и Шанзи.
В качестве секретаря французского посольства провёл в России около семи лет, изучил русский язык и литературу. В 1878 году, 25 января в часовне Зимнего дворца, Эжен-Мельхиор де Вогюэ женился на дочери Николая Николаевича Анненкова, фрейлине Александре Николаевне (1849—1914). От этого брака родилось четыре сына: Рафаэль Эстер Анри — 1 сентября 1879 года в Царском Селе; Раймон Рауль Александр — 22 января 1881 года в Санкт-Петербурге;, Феликс Анри Мари — 3 октября 1882 года в Боброво; Раймон Анриетта Пьер — 21 января 1889 года в Париже.
Подал в отставку в 1882 году и с 1893 по 1898 был представителем от департамента Ардеш во Французском национальном собрании.
В 1888 году стал членом Французской академии. Был одним из первых, кто пробудил во Франции интерес к творчеству Фёдора Достоевского.
Основное произведение: «Le roman russe» (Русский роман, 1886), в котором высоко оценивается русская литература, в частности — И. С. Тургенев и Л. Н. Толстой; успехом пользовался и его роман «Jean d’Agrève» (1898). Вогюэ много способствовал своими критическими очерками, публиковавшимися в журналах Revue des Deux Mondes и Journal des Débats, популярности русских писателей (в особенности Толстого) во Франции. Писал и о М. Горьком (Maxime Gorky, 1905, переведено на русский язык).
Выражение «Все мы вышли из гоголевской „Шинели“» принадлежит не Достоевскому, как принято считать, а Эжену-Мельхиору де Вогюэ. Вогюэ употребил его в статье Le Roman russe со ссылкой на некоего человека, увлечённого литературой и сказавшего ему эту фразу. По-французски она звучит так: «Nous sommes tous sortis du Manteau de Gogol».

## Сочинения[4]
- «Сирия, Палестина, гора Афон» (Syrie, Palestine, Mont-Athos, 1876)
- «Вангели» (Vangheli, 1877)
- «Восточные рассказы» (Histoires orientales, 1879)
- «У фараонов» (Chez les Pharaons, 1879)
- «Булак и Саккара» (Boulacq et Saqquarah, 1879)
- «Портреты века» (Les portraits du siècle, 1883)
- «Сын Петра Великого» (Le fils de Pierre le Grand, 1884)
- «Мазепа» (Mazeppa, 1884)
- «Смена власти» (Un changement de règne, 1884)
- «И. Тургенев, жизнь и творчество» (I. Turgenev, sa vie et son œuvre, par le v-te E. M. de Voguë, 1885).
- «Зимние рассказы» (Histoires d’hiver, 1885)
- «Русский роман» (Le roman russe, 1886)
- «Воспоминания и размышления» (Souvenirs et visions, 1887)
- «Портрет Лувра» (Le portrait du Louvre, 1888)
- «Заметки о выставке» (Remarques sur l’exposition du centenaire, 1889)
- «Шинель Иосифа Оленина» (Le manteau de Joseph Olenine, 1890)
- «Царь и народ, или Общество в России» (The Tsar and His People or Social Life in Russia, 1891)
- «Современные спектакли» (Spectacles contemporains, 1891)
- «Взгляд на историю и литературу» (Regards historiques et littéraires, 1892)
- «Часы истории» (Heures d’histoire, 1892)
- «Русские сердца» (Cœurs russes, 1893)
- «Записки о Ба-Виваренцах» (Notes sur le Bas-Vivarais, 1893)
- "В преддверии век"а (Devant le siècle (1896)
- «Жан д’Агрэв» (Jean d’Agrève (1897)
- «История и поэзия» (Histoire et poésie (1898)
- «Мёртвые рассказывают (Сцены парламентской жизни)» (Les morts qui parlent (Scènes de la vie parlementaire), 1899)
- «Тени взывают» (Le rappel des ombres, 1900)
- «Страницы Истории» (Pages d’Histoire, 1902)
- «Хозяин моря» (Le maître de la mer, 1903)
- «Ниже горизонта: вчерашние люди и вещи» (Sous l’horizon : hommes et choses d’hier, 1904)
- «Максим Горький» (Maxime Gorki, 1905)
- «Дороги» (Les Routes, 1910)
- «Письма к Арману, графу Анри де Понмартэн» (Lettres à Armand comte Henri de Pontmartin, 1867—1909, 1922)
- «Дорожный дневник Париж-Санкт-Петербург» (Journal Paris — Saint-Pétersbourg, 1877—1883, 1932)

## Публикации на русском языке
- Вогюэ Э. М. де. Современные русские писатели: Толстой — Тургенев — Достоевский = Le Roman russe / пер. с фр. В. П. Бефани. — М.: Изд-во В. Н. Маракуев, 1887. — 73 с.
- Вогюэ Э. М. де, Геннекен Э. Граф Л. Н. Толстой. — М.: Тип. А. И. Мамонтова и Ко, 1892. — 163 с.
- Вогюэ Э. М. де. Максим Горький как писатель и человек / пер. с фр. А. Н. Ачкасова. — М.: Книжный склад Д. П. Ефимова, 1903. — 82 с.